# Peter Johansen
Peter Birkmose Johansen (* 15. Juli 1980 in Værløse) ist ein ehemaliger dänischer Basketballspieler.

## Werdegang
Der 2,05 Meter große Innenspieler war Mitglied von Værløse-Farum und wurde 2002 mit der Mannschaft dänischer Meister. Mit der im Sommer 2002 gebildeten Spielgemeinschaft BF Copenhagen, an der auch Værløse/Farum beteiligt war, wiederholte Johansen 2003 den Gewinn des Meistertitels und trug zum Erfolg im Schnitt 9,9 Punkte und 5,1 Rebounds je Begegnung bei. Auf europäischer Ebene trat Johansen mit BF im Wettbewerb FIBA Europe Champions Cup an. Im Oktober 2003 war BF Copenhagen zahlungsunfähig. Johansen setzte seine Laufbahn daraufhin beim vom Holbæk Basketball Klub betriebenen Team Sjælland fort. In der Saison 2004/05 war Johansen mit 17,9 Punkten je Begegnung zweitbester Korbschütze der Mannschaft nach dem US-Amerikaner Monta McGhee.
Von 2005 bis 2009 war Johansen Spieler von BK Amager und in jeder Saison Leistungsträger, im Spieljahr 2006/07 erzielte er mit 21,3 Punkten je Begegnung den Höchstwert seiner Zeit in der ersten dänischen Liga. In der Korbschützenliste der Spielklasse stand Johansen in der Saison 2006/07 ligaweit und als bester Däne auf dem siebten Rang. Er blieb bis 2009 in Amager, 2006 und 2008 wurde er mit der Mannschaft Dritter der dänischen Meisterschaft und gewann 2006 den dänischen Pokalwettbewerb. Zum Abschluss seiner Laufbahn spielte Johansen von 2009 bis 2012 beim Team FOG Næstved. In seiner letzten Saison (2011/12) wurde er mit Næstved Dritter der dänischen Meisterschaft. In der Saison 2010/11 hatte er mit 9,5 Rebounds je Begegnung seine persönliche Basketligaen-Bestmarke aufgestellt. Als der 23-malige Nationalspieler 2012 seine Laufbahn beendete, stand er in der ewigen Bestenliste der dänischen Liga in erzielten Punkten und Rebounds jeweils an der Spitze.